# Егор и Опизденевшие
«Егор и Опизденевшие» — радянський і російський психоделічний рок-проєкт. Лідер проєкту — Єгор Лєтов, відомий своєю творчістю в групі «Гражданская Оборона». Записи в рамках проєкту «Егор и Опизденевшие» проводилися переважно в 1990—1993 роках.

## Опис
У піснях, що входять в альбоми 1990—1993 років, знайшли своє відображення переживання Лєтова від практик розширення свідомості, експериментів в області магії, походів по Уральським лісах, вживання психоактивних речовин і стимуляторів, перенесеного простатиту, менінгіту та енцефаліту, смерті Янки Дягілєвої та розпаду СРСР.
Композиції проєкту «Егор и Опезденевшие» характеризуються як психоделічні. Помітно вплив американського гаражного року і психоделія 60-х, які поєднуються з музичними ідеями постпанка; нойз-року; також, особливо на альбомі «Прыг скок», зустрічається фолк-рок і його відгалуження, психоделічний фолк. Звучання проєкту досить самобутньо і поєднує безліч стилів різних епох і музичних експериментів, однак основою все ж є психоделічний рок 60-х років і постпанк 80-х, від яких відштовхувався Лєтов.

## Назва
За словами Лєтова, нецензурна назва була дана колективу для того, щоб максимально ускладнити згадування його творчості в ЗМІ і тим самим оберегти від кон'юнктурності. Останній альбом групи, «Психоделия Tomorrow», був записаний з назвою групи просто «Опизденевший».

## Історія
Проєкт «Єгор і Опизденевшие» виник в 1990 році після тимчасового припинення існування групи «Гражданская оборона» (після концерту в Талліні 13 квітня 1990 року) і схоже з нею.
Можливою «предтечею» для нової групи був магнітоальбом «Хроника пикирующего бомбардировщика» іншого проєкту Лєтова «Коммунизм», записаний на самому початку 1990 року, після чого проєкт припинив існування. Альбом був переповнений психоделічного і фолковими мотивами, а пісні з цього альбому згодом увійшли в альбоми «Егор и Опизденевшие».
У період запису альбомів «Егор и Опизденевшие» учасники групи не давали ніяких інтерв'ю і відмовлялися від пропозицій концертів.
Перший альбом, «Прыг-Скок», був записаний в травні-липні 1990 року. У записі альбому, крім Лєтова, брали участь Костянтин Рябінов (Кузя Уо) (вказано на обкладинці альбому, але в записі участі не брав), Ігор Жевтун (Джефф) і Юлія Шерстобитова.
Альбом «Сто Лет Одиночества» записувався Лєтовим з січня 1991 по червень 1992 року за участь Костянтина Константин Рябинова, Анни Волкової, Ігоря Жевтуна, Олександра Рожкова.
У 1993 році був записаний майже цілком інструментальний (по винятком кількох композицій на тексти Рожкова) альбом «Психоделия Tomorrow», офіційно випущений значно пізніше. Один з номерів, які увійшли в остаточну версію, датований 1999 роком.
У 2005 році почалося перевидання альбомів, раніше випущених в рамках цього проєкту.
Останній альбом Лєтова, «Зачем снятся сны», спочатку планувався як альбом проєкту «Егор и Опизденевшие». Згодом Лєтов відмовився від цієї ідеї, однак в остаточному підсумку на обкладинці діджіпак присутні обидві назви.

## Дискографія
- 1990 «Прыг-скок: детские песенки»
- 1993 «Сто лет одиночества»
- 2002 «Психоделия Tomorrow»